# 스티브 린턴
스티븐 윈 린턴(Stephen Winn Linton, 1950년 3월 21일 ~ )은 철학박사 및 대학 교수 출신 시민사회운동가 겸 사회사업가이고 자선가 및 NGO 종사자이며 현재 대북지원단체인 유진 벨 재단의 회장 직위를 맡고 있다. 한국어 이름은 인세반(印世潘)이다.

## 생애

### 어린 시절
미국 조지아주 토머스빌에서 출생하였으며 1954년 1월 29일을 기하여 대한민국에 입국하여 지난날 한때 전북특별자치도 전주와 서울과 충청남도 대전과 전라북도 군산을 거쳐 전라남도 순천에서 잠시 유아기를 보낸 적이 있다.

### 트리비아
그는 컬럼비아 대학교 대학원 철학박사 과정 휴학 시절이던 1979년과 철학박사 취득 이후인 1983년 이렇게 두 차례씩 빌리 그레이엄 목사와 함께 북조선 땅을 방문하여 김일성 조선민주주의인민공화국 국가원수를 평양에서 대북 지원 체제 도모 관련 접견하였다.
그는 자신의 만62세 생일이던 2012년 3월 21일을 기하여 당시 권재진 법무부 장관에게 순천 인씨(順天 印氏) 3세 중시조로 승인을 받았다.

### 학력
- 1973년 연세대학교 철학과 학사
- 1976년 미국 컬럼비아 대학교 대학원 철학석사
- 1982년 미국 컬럼비아 대학교 대학원 철학박사

### 주요 경력
- 유진 벨 재단 회장
- 前 프린스턴 대학교 초빙교수
- 前 연세대학교 초빙교수
- 前 한양대학교 겸임교수
- 前 숭실대학교 초빙교수
- 前 하버드 대학교 연구교수
- 前 다트머스 대학교 객원교수
- 前 인하대학교 겸임교수
- 前 수원대학교 겸임교수
- 前 총신대학교 겸임교수

### 가족사
- 진외증조부(陳外曾祖父)인 유진 벨(Eugene Bell, 배유지(裵裕祉), 1868.05.20~1925.11.06)은 1895년 조선 전라도 전주에 온 이후 대한제국 조선 황조 시대와 일제 강점기와 대한민국 초기 시대에까지 기독교 선교 분야에 종사한 미국의 사회사업가였다.
- 할아버지(親祖父)인 윌리엄 린튼(William Alderman Linton, 인돈(印敦), 1891.02.08~1960.08.13)은 유진 벨(Eugene Bell, 1868.05.20~1925.11.06)의 사위인데 그도 1912년 일제 강점기 조선에 온 이후 별세 때까지 의료, 교육, 선교에 종사했다.
- 아버지인 휴 린턴(Hugh Linton, 인휴(印休), 1926.02.24~1984.4.10)은 전북 군산에서 출생하였고 전남의 도서지역에 600여 개의 교회를 개척했다. 인천 상륙 작전에 참전하기도 했다.
- 삼촌(親叔父)인 드와이트 린턴(Thomas Dwight Linton, 인도아(印道亞), 1927.12.04~2010.01.11)은 전북 전주에서 출생한 前 호남신학대 학장이다.
- 동생인 존 린턴(John Linton, 인요한(印曜翰), 1959.12.08~ )은 연세대학교 가정의학과 교수이며, 세브란스 병원 국제진료센터의 소장이기도 하다.